# باول لي فليم
باول لي فليم (بالفرنسية: Paul Le Flem)‏ هو ناقد موسيقي وعسكري وملحن فرنسي، ولد في 18 مارس 1881 في Radon, Orne ‏ في فرنسا، وتوفي في 31 يوليو 1984 في تريغييه ‏ في فرنسا.

## وصلات خارجية
- باول لي فليم على موقع ميوزك برينز (الإنجليزية)
- باول لي فليم على موقع أول ميوزيك (الإنجليزية)
- باول لي فليم على موقع ديسكوغز (الإنجليزية)